# Mando Mawrojenus

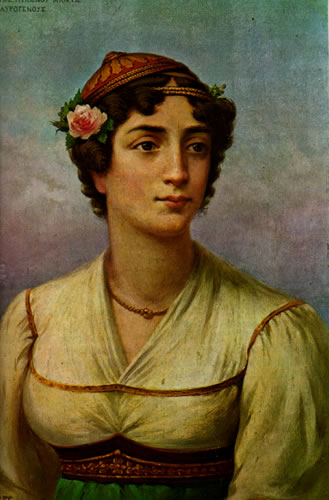
Portret Mando Mawrojenus autorstwa Adama Friedla

Mando Mawrojenus (gr. Μαντώ Μαυρογένους, ur. 1796 w Trieście, zm. 1840 na Paros) – grecka bohaterka wojny o niepodległość.  
Była córką bogatego kupca z Cyklad, urodziła się w Trieście, gdzie jej ojciec pracował jako urzędnik. Otrzymała staranne wykształcenie, uczyła się francuskiego, włoskiego oraz tureckiego. Po śmierci ojce, w 1818 roku, wyjechała na Tinos, gdzie mieszkali jej krewni. Po wybuchu wojny o niepodległość, przyjechała na Mykonos, aby wspierać powstańców. Na ten cel przeznaczyła rodzinny majątek. Sfinansowała m.in. wyposażenie statków, a także szkolenia wojskowe dla miejscowej ludności. Brała też udział w działaniach wojennych. 
W 1823 roku opublikowała List do paryskich kobiet, prosząc je o wsparcie dla Grecji. Po wojnie otrzymała honorowy stopień generalski. W czasie działań wojennych poznała księcia Dimitriosa Ipsilantisa, z którym się związała. Potencjalne małżeństwo dwóch popularnych przedstawicieli wpływowych rodzin wzbudziło obawy przeciwników politycznych Ipsilantisa, m.in. premiera Joanisa Koletisa. Intrygi i plotki spowodowały, że do małżeństwa nie doszło, Dimitrios Ipsilantis zmarł w 1832 roku, a Mando Mawrojenus została deportowana na Paros, gdzie zmarła w ubóstwie w lipcu 1840. 
Jej wizerunek widniał na greckiej monecie obiegowej o nominale 2 drachm bitej z przerwami w latach 1988-2000.